# Rdestík
Rdestík (Stuckenia) je rod rostlin z čeledi rdestovité. Jsou to ponořené, vodní byliny se střídavými jednoduchými listy a drobnými květy v ponořených, klasovitých květenstvích. Plodem je nažka. Rod zahrnuje 7 druhů a je téměř kosmopolitně rozšířen. V České republice je zastoupen druhem rdestík hřebenitý. V minulosti byl rod Stuckenia vřazován do příbuzného rodu Potamogeton (rdest).

## Popis
Rdestíky jsou vytrvalé, ponořené vodní byliny s oddenky. Na konci oddenků nebo výběžků se často tvoří hlízky. Přezimovací pupeny (turiony) se většinou nevytvářejí. Listy jsou střídavé (pouze na uzlinách někdy sblížené a zdánlivě vstřícné), přisedlé a celokrajné, na bázi se dvěma palisty srůstajícími v útvar připomínající listovou pochvu.
Květy jsou drobné, uspořádané v ponořených, řídkých klasech.
Tyčinky jsou 4, s volnými nitkami.
Gyneceum je složeno ze 4 volných pestíků.
Plodem je nažka, někdy na vrcholu opatřená krátkým zobánkem.

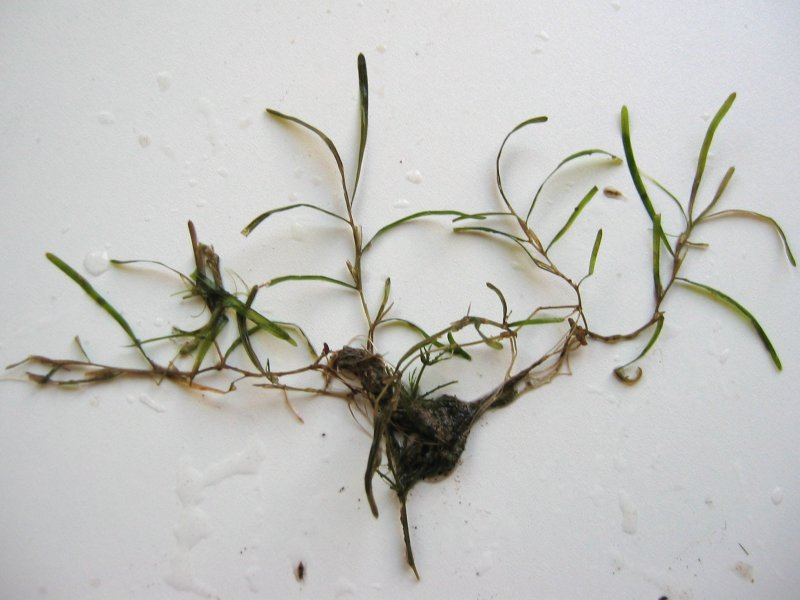
Rdestík hřebenitý
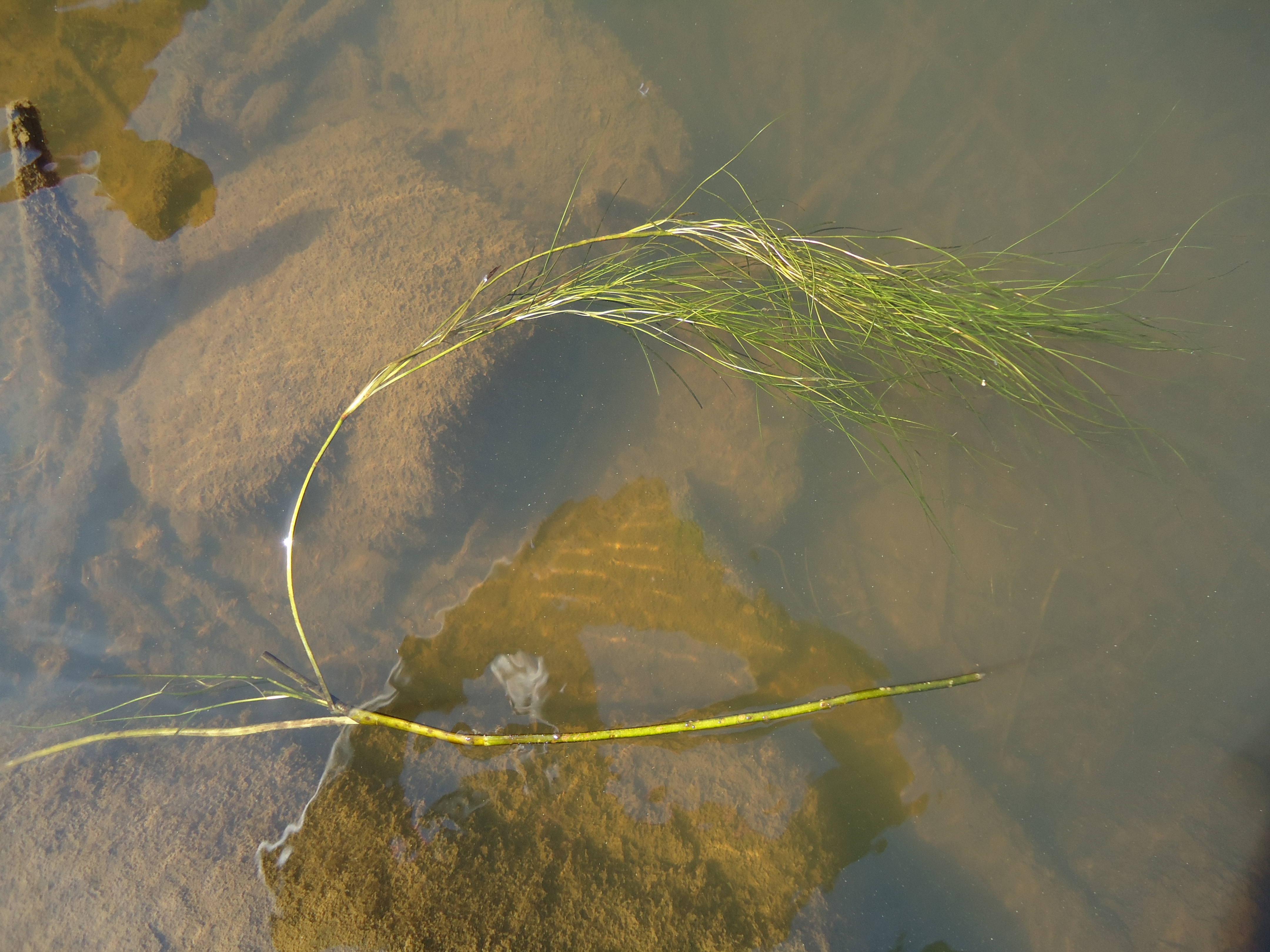
Stuckenia vaginata
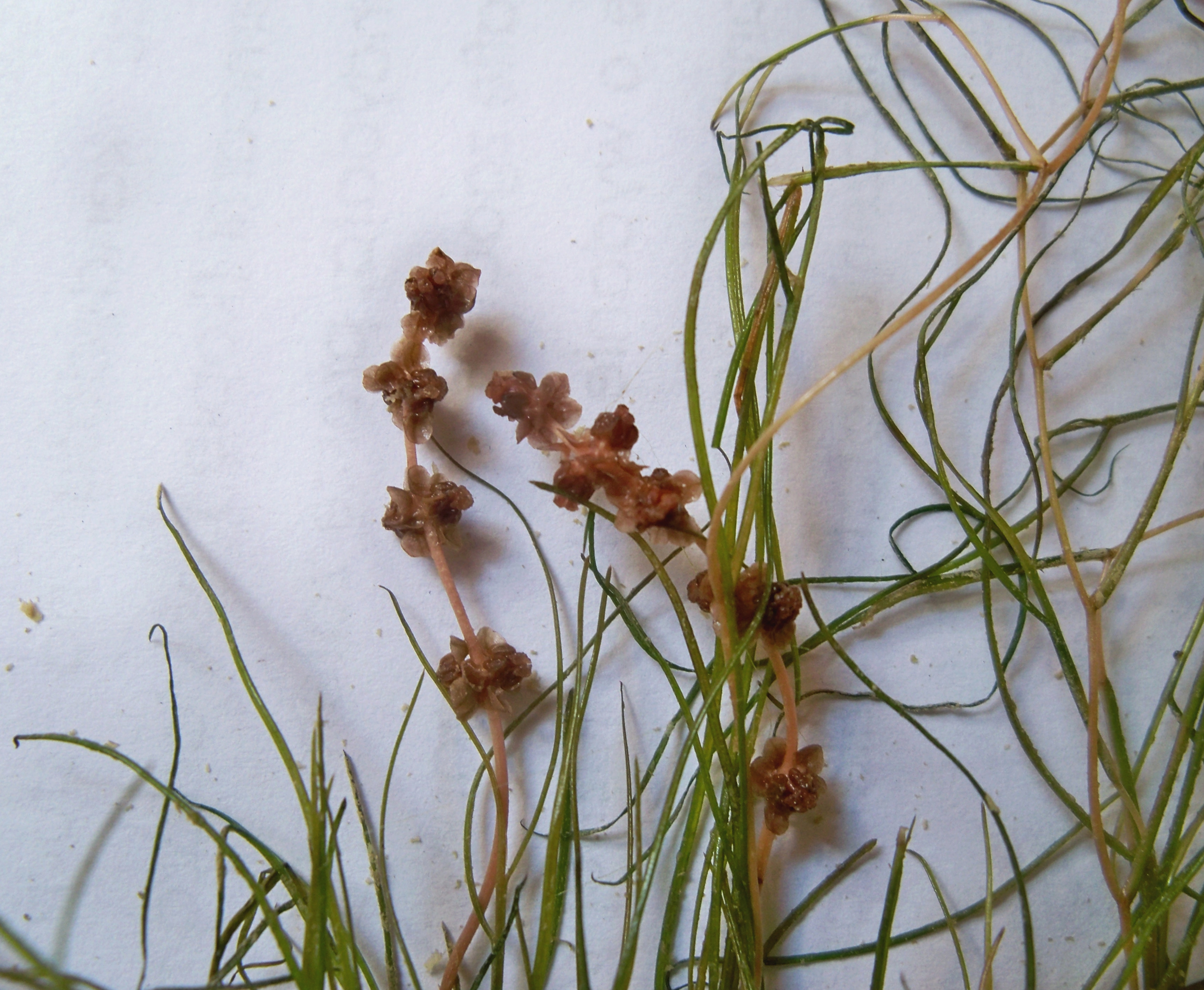
Plodenství rdestíku hřebenitého

## Rozšíření
Rod rdestík zahrnuje 7 druhů a je rozšířen na všech kontinentech s výjimkou Antarktidy. Chybí v nížinách vlhkých tropů (Amazonie, Guinejský záliv) a v aridních oblastech. Jeho areál sahá na severní polokouli až do arktických oblastí. Největší areál má rdestík hřebenitý, jehož rozšíření se téměř překrývá s celkovým areálem rodu. Je to jediný zástupce rodu v Austrálii a Africe. Druhy Stuckenia filiformis a S. vaginata mají obtočnový areál a rostou v Eurasii i Severní Americe.
Centrum rozšíření rodu je v horách Střední Asie a v přilehlých nížinách Sibiře a Kazachstánu, kde se vyskytuje celkem 6 ze sedmi známých druhů.
Druh Stuckenia striata roste v Americe od západních oblastí USA po Chile a jižní Argentinu.
V české květeně je rod zastoupen pouze druhem rdestík hřebenitý. V Evropě se mimo to vyskytují ještě druhy Stuckenia vaginata (Skandinávie a severní Rusko) a Stuckenia filiformis.
Rdestíky rostou na poměrně široké škále různých stanovišť, ve stojaté i proudící vodě. Rdestík hřebenitý je schopen růst i v brakické vodě. Horský druh Stuckenia pamirica se v Tibetu vyskytuje v nadmořských výškách až 5000 metrů.

## Taxonomie
Rod Stuckenia byl popsán C. J. B. Börnerem v roce 1912, kdy do něj byly přeřazeny některé druhy rodu Potamogeton. Později nebyl některými autory jako samostatný rod uznáván stejně jako rod Groenlandia. Výsledky fylogenetických studií však ukázaly, že existence zmíněných 3 rodů jako samostatné je věcně podložená, neboť tvoří dobře odlišené, monofyletické linie.
Nejednoznačnost pojetí se odráží i v české botanické literatuře. V Dostálově díle Nová květena ČSSR z roku 1989 je rod uveden pod jménem Coleogeton. V 8. díle Květeny ČR, vydaném v roce 2010, je rod Stuckenia uznáván jako samostatný, zatímco v Kubátově Klíči ke květeně ČR je vřazen do rodu Potamogeton.
Současná taxonomie se na základě výše zmíněných studií kloní k užšímu pojetí rodu Potamogeton a pojímá rody Stuckenia a Groenlandia jako samostatné (např. ).
Hlavním diagnostickým znakem, odlišujícím rod Stuckenia od rodu Potamogeton, je charakter palistů na listové bázi. Zatímco u rodu Potamogeton jsou palisty volné nebo jen méně než do poloviny přirostlé, u rodu Stuckenia jsou přirostlé více než 2/3 své délky. Listy jsou stejně jako květenství u tohoto rodu vždy jen ponořené, nevyčnívající nad hladinu. Stopka květenství je měkká. Čepele ponořených listů jsou neprůhledné.
V rámci rodu Stuckenia je známo několik mezidruhových kříženců.
Druh Stuckenia pectinata je po morfologické stránce jedním z nejvariabilnějších zástupců celé čeledi Potamogetonaceae.

## Zástupci
- rdestík hřebenitý (Stuckenia pectinata)[1]